# Manuel Márquez Sterling
Carlos Manuel Agustín Márquez Sterling y Loret de Mola (Lima, 28 de agosto de 1872-Washington D. C., 9 de diciembre de 1934) fue un periodista, escritor, ajedrecista, diplomático y político cubano. Ejerció de forma provisional el cargo de presidente de Cuba, durante 6 horas en enero de 1934, en calidad de secretario de Estado, encargado interinamente del Poder Ejecutivo.

## Orígenes y primeros años
Nació el 28 de agosto de 1872 en la ciudad peruana de Lima, en la sede de la República de Cuba en Armas en ese país donde su padre era delegado, por eso era ciudadano cubano y peruano. Hijo de Manuel Márquez Sterling y Belén Loret de Mola. La familia después regresó a Cuba. 
Con diez años empezó a vivir en Camagüey donde hizo sus estudios primarios y secundarios; se graduó de bachiller en 1889. Por padecer de asma su padre lo envió a Mérida (México), buscando un mejor clima para calmar su enfermedad. Regresó a Camagüey y matriculó en 1891 en la Universidad de La Habana (UH) para estudiar Derecho. Desde los dieciséis años debuta su carrera periodística escribiendo para El Pueblo y El Camagüeyano (1889), fundado por su padre. Durante su estancia en México colaboró en El Eco del Comercio, y en La Revista de Mérida de Ajedrez. 
Conoce a José Martí en 1894, pero no participa en la guerra de Independencia cubana de 1895 por enfermedad (asma), y en 1895 declara en España: «Estoy por la independencia de Cuba y como no hay otro medio posible para lograrla estoy por la guerra». En Madrid colabora en la Revista Internacional de Ajedrez.
Sabiendo que iba a ser arrestado por separatista una vez regresado a Cuba, parte hacia México y más tarde hacia los Estados Unidos. Trabajó como secretario de Gonzalo de Quesada y Aróstegui cuando este era comisionado de Cuba en Washington.
En 1921 recibió el grado de doctor honoris causa de la Universidad Nacional Autónoma de México. Fue profesor titular del Instituto del Servicio Exterior de la UH.

## Carrera periodística y diplomática
Regresa a Cuba cuando la intervención norteamericana de 1898 y colabora en varios periódicos como La Verdad, El Fígaro, en 1901 funda el periódico El Mundo junto a varios colegas, y después colabora en La Lucha (1905), funda el El Heraldo de Cuba (1913) y La Nación (1916).
Mientras él fue embajador cubano en México (enero-febrero de 1913) vivió los hechos de la Decena Trágica, el golpe de Estado militar ocurrido en febrero de 1913 en Ciudad de México con la finalidad de derrocar al presidente Francisco I. Madero. Manuel mantuvo una postura muy diplomática y humana —al contrario que otros varios embajadores, a excepción de Kumaichi Horiguchi y Anselmo Hevia Riquelme— llegando al grado de quedarse a dormir «en zapatos» en la improvisada habitación (un salón donde dormían en sofás) del Palacio Nacional para proteger al derrocado presidente mexicano Madero y otros fieles seguidores suyos. Tras el asesinato de Madero en febrero de 1913, aconsejó a la viuda de este último, Sara Pérez que era necesario que saliera de México, «para que no terminara como la reina María Antonieta de Austria», y le ofreció asilo político en Cuba, pero ella y su familia se asilaron en la embajada japonesa en Ciudad de México. Fue autor de un gran reportaje sobre este personaje de la Revolución mexicana que culminó siendo un libro, Los últimos días del presidente Madero, publicado en 1917.
Escribe alrededor de quince libros ya por esa época sobre temas muy diversos: política, ajedrez, historia.
Su amigo René Lufriu refiere:

Él pesimista por temperamento, yo optimista por hábito, eslabonábamos el diálogo, situándonos en posiciones inversas, contradictorias con nuestras propias modalidades. Solía decir: "El mal existe, lo que es necesario es hacer el bien".

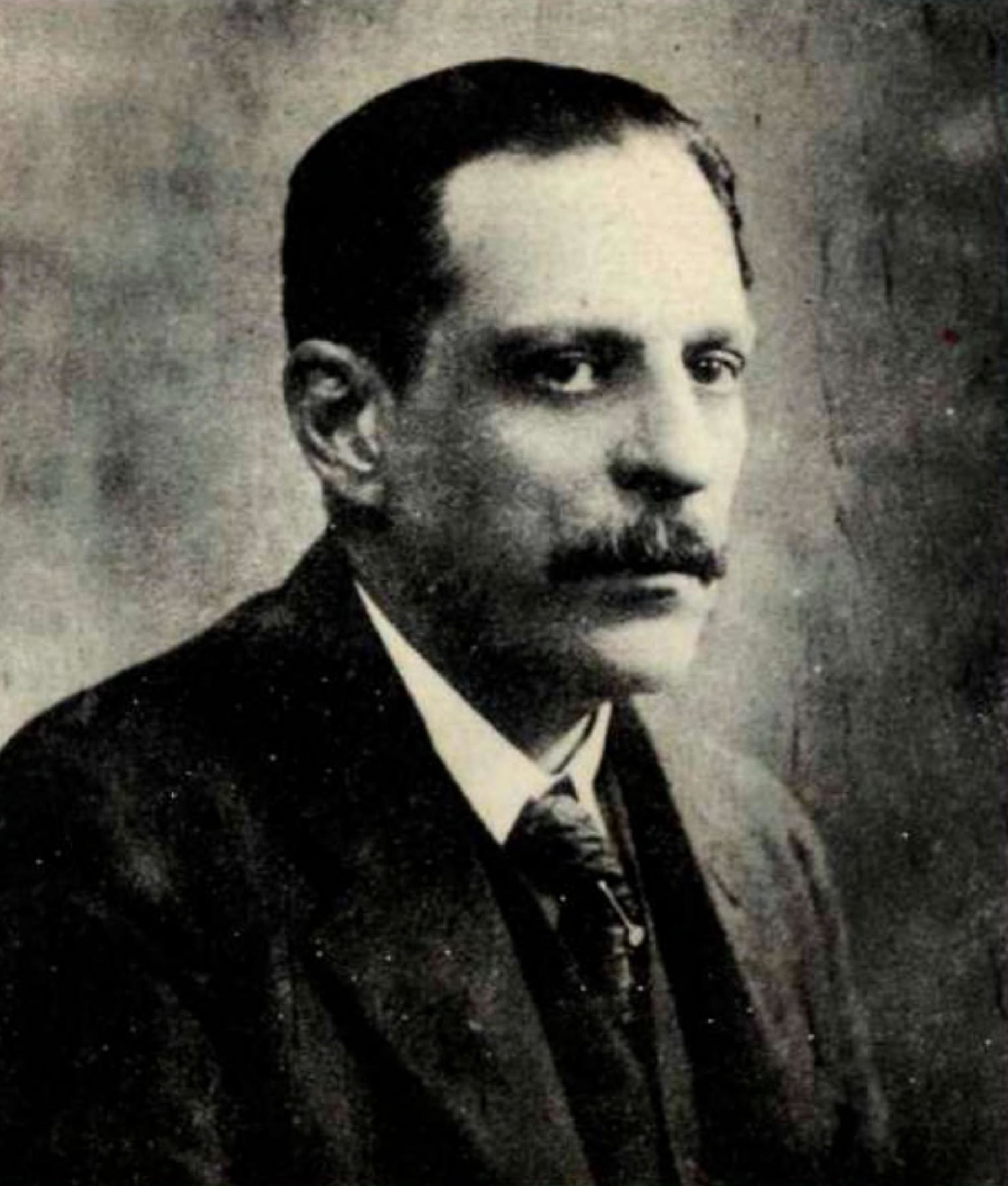
Fotografiado hacia 1925

En 1929 aceptó el nombramiento de embajador cubano en México de parte del presidente Gerardo Machado, por lo cual fue criticado por opositores a Machado; renunció como embajador en 1932, opuesto a Machado. En 1934 el presidente Carlos Mendieta lo nombró embajador en Estados Unidos.

## Revolución del Treinta
Durante la dictadura de Gerardo Machado se opuso encarnizadamente a la misma y después cuando más tarde el presidente Carlos Hevia se vio forzado por Fulgencio Batista a dimitir, un vacío de poder se instaló en el país.
Para evitarlo Márquez Sterling que era secretario de Estado, aceptó la presidencia desde las seis de la mañana hasta las doce del mediodía en que traslada el poder a Carlos Mendieta.

## Obra política e intelectual
Combatió la Enmienda Platt desde sus inicios hasta que el 29 de mayo de 1934 como embajador cubano en Washington firma el Tratado de Relaciones de 1934 que deroga el tan rechazado texto, después de haber firmado dijo a su secretario personal: «Ya puedo morir tranquilo».

## Carrera ajedrecística
Participó en el Torneo de París de 1900, ocupando el puesto 16-17, el torneo lo ganó Emanuel Lasker campeón del mundo de ajedrez y se celebró durante la Exposición Universal. En 1921 era presidente del Club de Ajedrez de La Habana, y fue padrino de José Raúl Capablanca durante el Campeonato Mundial de Ajedrez de ese año celebrado en esta ciudad contra el campeón Emanuel Lasker, que ganó Capablanca.

## Muerte y legado
Falleció el 9 de diciembre de 1934 en Estados Unidos. En 1943, la Escuela Profesional de Periodismo, la primera de Cuba, adopta su nombre.
En la telenovela histórica mexicana El vuelo del águila, de Ernesto Alonso, fue interpretado por el actor Juan Carlos Serrán, quien también interpretó a Félix María Zuloaga en la misma novela, y en la serie mexicana El encanto del águila por el actor cubano César Évora.